# Oddino Bo
Oddino Bo (Maranzana, 19 aprile 1922 – Grazzano Badoglio, 13 luglio 2015) è stato un politico italiano, eletto nella IV e V legislatura alla Camera dei deputati.

## Biografia
Figlio del sindaco di Maranzana, contadino del posto, si diploma all'Istituto Magistrale di Alessandria e al conseguimento del titolo si iscrive alla scuola militare. Dopo la firma dell'Armistizio nel 1943 viene inviato a Taranto come supporto logistico alle forze alleate, rimanendo fedele a Badoglio.
Rientrato al termine del conflitto a Maranzana si iscrive al Partito Comunista, diventando dirigente della federazione di Asti. In quegli anni si iscrive all'ordine dei giornalisti divenendo collaboratore de l'Unità.
In campo politico la sua ascesa personale lo porta a ricoprire prima il ruolo di segretario provinciale del partito, e in successione la carica di consigliere comunale di Nizza Monferrato e Asti. Eletto alla Camera nelle elezioni politiche del 1963 e del 1968, conclude il suo mandato parlamentare nel 1972. Prosegue poi negli anni il suo impegno per i diritti dei lavoratori agricoli.